# Бацање кугле
Бацање кугле је атлетска дисциплина у којој бацач настоји бацити куглу што даље. Ова атлетска дисциплина служи за развијање снаге, брзине, специфичне издржљивости и окретности. Осим бацања које је прописано атлетским правилима, кугла се може бацати на разне начине. При томе, у складу са узрастом такмичара, употребљава се кугла различите масе.

## Историјат бацања кугле
Претпоставља се да су се прва такмичења у бацању кугле (топовског ђулета) одржавана у Великој Британији. Хроничари бележе да су се војници око 1346. године такмичили у бацању топовског ђулета тешког 16 фунти (7,257 kg). У почетку се бацало из места и то јачом и слабијом руком. Временом су се искристалисала правила бацања која су се односила и на простор из којег се бацала кугла.
Први службени резултати воде се у Великој Британији од 28. маја 1860, кад је Х. Вилијамс бацио куглу 36 ft (11 m) тј 10,972 метра. У почетку се кугла бацала бочном техником. Најбољи резултат тим начином бацања постигао је Џим Фуш (САД) 17,95 m (1950). Пери О‘Брајен из САД први се приликом бацања у почетном положају окренуо леђима према правцу бацања. При том положају могло се јаче укључити мишиће, услед чега кугла добија веће убрзање. О‘Брајен је убрзо пребацио 18 m, а 1956. и 19,25 m. Од жена први светски рекорд постигла је Виолета Морис из Француске 10,15 m — 1924.
Међу првим бацачима кугле између два рата на теренима Југославије истакли су се Карољи Амбрози, В. Наранчић и А. Ковачевић, а после Ослобођења Петар Шарчевић, Дако Радошевић, Милија Јоцовић, Петар Баришић, Томислав Шукер, Иван Иванчић, Владимир Милић и Драган Перић. Жене су у почетку бацале куглу од 5 kg. Први признати рекорд Југославије поставила је 5. октобра 1923. Маријана Јерина из АК Приморје, резултатом 6,24 метра.

## Правила такмичења
Кугла се баца с рамена једном руком из круга промера 2,135 m. На средини средњег спољног лука учвршћен је сегмент. У тренутку кад атлетичар заузима у кругу став за почетак извођења бацања, кугла мора додиривати браду или бити врло близу ње, не сме се повући из равни рамена, а рука се при извођењу бацања не сме повући наниже од заузетог става. Сваки такмичар има право на три покушаја. Шесторица најбољих, а на великим такмичењима осморица, имају право на још три покушаја. Ниједан такмичар, нама право на накнадна три покушаја, ако му бацања у прва три хица нису успела. Такмичар не сме напустити круг, док кугла није пала на земљу, а после тога обавезно мора напустити круг за бацање од позади. Поред тога није дозвољено, користити рукавице као ни умотавање два или више прстију заједно.
Сениори бацају куглу тешку 7,257 kg, јуниори млађи од 18 година 6 kg, пионири 4 kg. Сениорке, старије и млађе јуниорке бацају куглу од 4 kg, а пионирке 3 kg.

## Врсте такмичења
Бацање кугле се налази на свим важнијим такмичења. На програму Летњих олимпијских игара бацање кугле за мушкарце се налази од првих Игара 1896. у Атини, а код жена од Игара 1948. у Лондону. На Европским првенствима 1934. за мушкарце, а за жене од 1938.

## Техника бацања кугле

### Полазни положај и припрема за поскок
Бацач се поставља леђима окренут смеру бацања. Маса тела је на замашној нози. Труп је оружен и усправан. Рука у којој се налази кугла је савијена у лакту, тако да држи куглу уз врат. Тело се налази у потпуној статичкој равнотежи.

### Поскок
Поскок је покретачка снага у првој фази бацања и завршава се доласком у избачајну позицију, односно, у тренутку кад обе ноге успоставе контакт са тлом. Почетак поскока треба бити опуштен, слободан, али не и пребрз. Превише брз почетак поскока проузрокује губитак равнотеже током његовог извођења и не омогућава правилно бацање.

### Избачајна позиција (за дешњаке)
Десна нога је у центру круга, лева нога спољашњим делом стопала додирује унутрашњу површину сегмента. Маса тела налази се на десној нози, која је повијена, труп је леђима окренут у правцу бацања савијен у супротном смеру. Лева нога је опружена у зглобу колена.

### Фаза избацивања (максималног напора)
За време избацивања карактеристично је кретање тела горе и напред повезано са истовременим окретањем тела до предњег положаја у смеру бацања уз непрестано нарастање брзине. Врло битно за бацање у целини је повезивање поскока са избацивањем.

### Фаза одржавања равнотеже
Заједничко деловање свих сила у смеру бацања мора бити у завршној фази заустављено како бацач не би прешао преко ивице круга и направио прекршај. После завршеног избацивања бацач поскоком врши замену положаја ногу.

## Светски рекорди
Први светски рекорд у бацању кугле ИААФ је признала 1912. године. Тренутни рекорд код мушкараца је 23,56 метара, а постигао га је Рајан Краузер из САД у Лос Анђелесу 27. маја 2023. године. Код жена рекорд држи Наталија Лисовска из СССР са даљином од 22,63 метара, а постигнут је у Москви, 7. јуна 1987. године.

### Листа најбољих резултата — бацање кугле за мушкарце на отвореном
Ово је листа атлетичара, који су бацили куглу преко 22,50 м, са стањем на дан 18. новембар 2024. године. (Напомена: неки атлетичари су више пута пребацили 22.50 м. Приказан је само најбољи резултат сваког атлетичара.)
| Ранг | Резултат | Атлетичар         | Датум рођења        | Националност     | Место             | Датум               |
| ---- | -------- | ----------------- | ------------------- | ---------------- | ----------------- | ------------------- |
| 1.   | 23,56    | Рајан Краузер     | 18. децембар 1992.  | Сједињене Државе | Лос Анђелес, САД  | 27. мај 2023.       |
| 2.   | 23,23    | Џо Ковач          | 28. јун 1989.       | Сједињене Државе | Цирих, Швајцарска | 7. септембар 2022.  |
| 3.   | 23,12    | Ренди Барнс       | 16. јун 1966.       | Сједињене Државе | Лос Анђелес, САД  | 20. мај 1990.       |
| 4.   | 23,06    | Улф Тимерман      | 1. новембар 1962.   | Источна Немачка  | Ханија, Грчка     | 22. мај 1988.       |
| 5.   | 22,98    | Леонардо Фабри    | 15. април 1997.     | Италија          | Брисел, Белгија   | 14. септембар 2024. |
| 6.   | 22,91    | Алесандро Андреи  | 3. јануар 1959.     | Италија          | Вијаређо, Италија | 12. август 1987.    |
| 7.   | 22,90    | Томас Волш        | 1. март 1992.       | Нови Зеланд      | Доха, Катар       | 5. октобар 2019.    |
| 8.   | 22,86    | Брајан Олдфилд    | 1. јун 1945.        | Сједињене Државе | Ел Пасо, САД      | 10. мај 1975.       |
| 9.   | 22,75    | Вернер Гинтер     | 11. јул 1971.       | Швајцарска       | Берн, Швајцарска  | 23. август 1988.    |
| 9.   | 22,67    | Кевин Тот         | 29. децембар 1967.  | Сједињене Државе | Лоренс, САД       | 19. април 2003.     |
| 10.  | 22,64    | Удо Бајер         | 9. август 1955.     | Источна Немачка  | Берлин, Немачка   | 20. август 1986.    |
| 11.  | 22,61    | Дарлан Романи     | 9. април 1991.      | Бразил           | Станфорд, САД     | 30. јун 2019.       |
| 12.  | 22,59    | Пејтон Отердал    | 2. април 1996.      | Сједињене Државе | Де Мојн, САД      | 24. април 2024.     |
| 13.  | 22,54    | Кристијан Кантвел | 30. септембар 1980. | Сједињене Државе | Грешам, САД       | 5. јун 2004.        |
| 14.  | 22,52    | Џон Бренер        | 4. јануар 1961.     | Сједињене Државе | Волнат, САД       | 26. април 1987.     |
| 15.  | 22,51    | Адам Нелсон       | 7. јул 1975.        | Сједињене Државе | Портланд, САД     | 18. мај 2002.       |

### Листа најбољих резултата — бацање кугле за жене на отвореном
Ово је листа атлетичарки, које су бацале више од 21,50 м, са стањем на дан 17. новембар 2024. године. (Напомена: неке атлетичарке су више пута пребациле 21,50 m. Приказан је само најбољи резултат сваке атлетичарке.)
| Ранг | Резултат | Атлетичарка          | Датум рођења        | Националност    | Место                      | Датум            |
| ---- | -------- | -------------------- | ------------------- | --------------- | -------------------------- | ---------------- |
| 1.   | 22,63    | Наталија Лисовска    | 17. јун 1962.       | Совјетски Савез | Москва, СССР               | 7. јун 1987.     |
| 2.   | 22,45    | Илона Слупијанек     | 24. септембар 1956. | Источна Немачка | Потсдам, ДДР               | 11. мај 1980.    |
| 3.   | 22,32    | Хелена Фибингерова   | 13. јул 1949.       | Чехословачка    | Нитра, Чехословачка        | 20. август 1977. |
| 4.   | 22,19    | Клаудија Лош         | 10. јануар 1960.    | Западна Немачка | Хајнфелд), Западна Немачка | 23. август 1987. |
| 5.   | 21,89    | Ивана Христова       | 19. новембар 1941.  | Бугарска        | Белмекен, Бугарска         | 4. јул 1976.     |
| 6.   | 21,86    | Маријана Адам        | 19. септембар 1951. | Источна Немачка | Лајпциг, ДДР               | 23. јун 1979.    |
| 7.   | 21,76    | Ли Мејсу             | 17. април 1959.     | Кина            | Шиђаџуанг, Кина            | 23. април 1988.  |
| 8.   | 21,73    | Наталија Ахрименко   | 12. мај 1955.       | Совјетски Савез | Леселидзе, СССР            | 21. мај 1988.    |
| 9.   | 21,69    | Вита Павлиш          | 15. јануар 1969.    | Украјина        | Будимпешта, Мађарска       | 20. август 1998. |
| 10.  | 21,66    | Сеј Шинмеј           | 29. јануар 1965.    | Кина            | Пекинг, Кина               | 9. јун 1990.     |
| 11.  | 21,61    | Вержинија Веселинова | 18. новембар 1957.  | Бугарска        | Софија, Бугарска           | 21. август 1982. |
| 12.  | 21,58    | Маргита Дрезе-Пуфе   | 10. септембар 1952. | Источна Немачка | Ерфурт, Западна Немачка    | 28. мај 1978.    |
| 13.  | 21,57    | Инес Милер           | 2. јануар 1959.     | Источна Немачка | Атина, Грчка               | 16. мај 1988.    |
| 14.  | 21,53    | Нуну Абашидзе        | 27. март 1955.      | Совјетски Савез | Кијев, СССР                | 20. јун 1984.    |
| 15.  | 21,52    | Жихонг Хуанг         | 7. мај 1965.        | Кина            | Пекинг, Кина               | 27. јун 1990.    |

### Листа најбољих резултата — бацање кугле за мушкарце у дворани
Ово је листа атлетичара, који су бацили куглу преко 22,00 метра, са стањем на дан 18. новембар 2024. године.
(Напомена: неки атлетичари су више пута пребацили 22 м. Приказан је само најбољи резултат сваког атлетичара.)
| Ранг | Резултат | Атлетичар         | Датум рођења        | Националност     | Место                           | Датум             |
| ---- | -------- | ----------------- | ------------------- | ---------------- | ------------------------------- | ----------------- |
| 1.   | 22,82    | Рајан Краузер     | 18. децембар 1992.  | Сједињене Државе | Фајетвил, САД                   | 24. јануар 2021.  |
| 2.   | 22,66    | Ренди Барнс       | 16. јун 1966.       | Сједињене Државе | Лос Анђелес, САД                | 20. јануар 1989.  |
| 3.   | 22,55    | Улф Тимерман      | 1. новембар 1962.   | Источна Немачка  | Зенфтенберг, Источна Немачка    | 11. фебруар 1989. |
| 4.   | 22,53    | Дарлан Романи     | 9. април 1991.      | Бразил           | Београд, Србија                 | 19. март 2022.    |
| 5.   | 22,40    | Адам Нелсон       | 7. јул 1975.        | Сједињене Државе | Фејетвил, САД                   | 15. фебруар 2008  |
| 6.   | 22,37    | Леонардо Фабри    | 15. април 1997.     | Италија          | Лијевен, Француска              | 11. фебруар 2024. |
| 7.   | 22,31    | Томас Волш        | 1. март 1991.       | Нови Зеланд      | Бирмингем, Уједињено Краљевство | 3. март 2018.     |
| 8.   | 22,26    | Вернер Гинтер     | 11. јул 1971.       | Швајцарска       | Маглинген, Швајцарска           | 8. фебруар 1987.  |
| 9.   | 22,23    | Рајан Вајтинг     | 24. новембар 1986.  | Сједињене Државе | Албукерки, САД                  | 23. фебруар 2014. |
| 10.  | 22,18    | Кристијан Кантвел | 30. септембар 1980. | Сједињене Државе | Воренсбург, САД                 | 22. фебруар 2008. |
| 11.  | 22,17    | Томаш Стањек      | 13. јун 1991.       | Чешка            | Диселдорф, Немачка              | 6. фебруар 2018.  |
| 12.  | 22,16    | Раџиндра Кембел   | 29. фебруар 1996.   | Јамајка          | Мадрид, Шпанија                 | 23. фебруар 2024. |
| 13.  | 22,11    | Рис Хофа          | 8. октобар 1977.    | Сједињене Државе | Москва, Русија                  | 10. март 2006.    |
| 14.  | 22,09    | Мика Халвари      | 13. фебруар 1970.   | Финска           | Тампере, Финска                 | 7. фебруар 2000   |
| 15.  | 22,06    | Зејн Вир          | 7. септембар 1995.  | Италија          | Истанбул, Турска                | 3. март 2023.     |
| 16.  | 22,05    | Џо Ковач          | 28. јун 1989.       | Сједињене Државе | Женева, Швајцарска              | 13. фебруар 2021. |
| 17.  | 22,02    | Џорџ Вудс         | 11. фебруар 1943.   | Сједињене Државе | Инглвуд, САД                    | 8. фебруар 1974.  |
| 18.  | 22,00    | Конрад Буковјецки | 17. март 1997.      | Пољска           | Торуњ, Пољска                   | 15. фебруар 2018. |

### Листа најбољих резултата — бацање кугле за жене у дворани
Ово је листа атлетичарки, који су бацале више од 21,00 м, са стањем на дан 17. новембар 2024. године. (Напомена: неке атлетичарке су више пута пребациле 21 м. Приказан је само најбољи резултат сваке атлетичарке.)
| Пласман | Резултат | Атлетичарка         | Датум рођења        | Националност    | Место                        | Датум              |
| ------- | -------- | ------------------- | ------------------- | --------------- | ---------------------------- | ------------------ |
| 1.      | 22,50    | Хелена Фибингерова  | 13. јул 1949.       | Чехословачка    | Јаблонец, Чехословачка       | 19. фебруар 1977.  |
| 2.      | 22,14    | Наталија Лисовска   | 17. јун 1962.       | Совјетски Савез | Пенза, СССР                  | 7. фебруар 1987.   |
| 3.      | 21,70    | Надзеја Астапчук    | 28. октобар 1980.   | Белорусија      | Могиљев, Белорусија          | 12. фебруар 2010.  |
| 4.      | 21,60    | Валентина Федјушина | 10. фебруар 1965.   | Совјетски Савез | Симферопољ, Украјина         | 28. децембар 1991. |
| 5.      | 21,59    | Илона Бризеник      | 24. септембар 1956. | Источна Немачка | Берлин, ДДР                  | 24. јануар 1979.   |
| 6.      | 21,46    | Клаудија Лош        | 10. јануар 1960.    | Западна Немачка | Цвајбрикен, Западна Немачка  | 4. фебруар 1986.   |
| 7.      | 21,26    | Инес Милер          | 2. јануар 1959.     | Источна Немачка | Берлин, ДДР                  | 24. фебруар 1985.  |
| 7.      | 21,26    | Наталија Ахрименко  | 12. мај 1955.       | Совјетски Савез | Лењинград, СССР              | 24. јануар 1985.   |
| 9.      | 21,23    | Маргита Дрезе-Пуфе  | 10. септембар 1952. | Источна Немачка | Зенфтенберг, Источна Немачка | 26. фебруар 1978.  |
| 10.     | 21,15    | Ирина Коржаненко    | 16. мај 1974.       | Русија          | Москва, Русија               | 18. фебруар 1999.  |
| 11.     | 21,10    | Сеј Шинмеј          | 29. јануар 1965.    | Кина            | Пекинг, Кина                 | 3. март 1990.      |
| 12.     | 21,08    | Ли Мејсу            | 17. април 1959.     | Кина            | Пекинг, Кина                 | 25. март 1988.     |
| 13.     | 21,06    | Ева Вилмс           | 28. јул 1952.       | Западна Немачка | Дортмунд, Западна Немачка    | 19. фебруар 1977.  |
| 13.     | 21,06    | Нуну Абашидзе       | 27. март 1955.      | Совјетски Савез | Будимпешта, Мађарска         | 8. фебруар 1984.   |
| 15.     | 21,03    | Хелма Кнорштед      | 31. децембар 1956.  | Источна Немачка | Берлин, Источна Немачка      | 4. август 1983.    |

### Мушки рекорди у бацању кугле на отвореном
Стање 18. новембар 2024.
|     | Резултат | Атлетичар        | Држава                             | Место            | Датум            |
| --- | -------- | ---------------- | ---------------------------------- | ---------------- | ---------------- |
| СР  | 23,56    | Рајан Краузер    | Сједињене Државе                   | Лос Анђелес, САД | 27. мај 2023.    |
| ОР  | 23,30    | Рајан Краузер    | Сједињене Државе                   | Токио, Јапан     | 5. август 2021.  |
| ЕР  | 23,06    | Улф Тимерман     | Источна Немачка                    | Ханија, Грчка    | 22. мај 1988.    |
| САР | 23,56    | Рајан Краузер    | Сједињене Државе                   | Лос Анђелес, САД | 27. мај 2023.    |
| ЈАР | 22,61    | Дарлан Романи    | Бразил                             | Станфорд, САД    | 30. јун 2019.    |
| АФР | 21,97    | Јанус Робертс    | Јужна Африка                       | Јуџин, САД       | 2. јун 2001.     |
| АЗР | 21,80    | Мухамед Толо     | Саудијска Арабија                  | Мадрид, Шпанија  | 21. јун 2024.    |
| ОКР | 22,90    | Томас Волш       | Нови Зеланд                        | Доха, Катар      | 5. октобар 2019. |
| РС  | 21,88    | Армин Синанчевић | Србија · АК Црвена звезда, Београд | Бар, Црна Гора   | 1. мај 2021.     |

### Женски рекорди у бацању кугле на отвореном
Стање 18. новембар 2024.
|     | Резултат | Атлетичарка         | Држава                                | Место                    | Датум            |
| --- | -------- | ------------------- | ------------------------------------- | ------------------------ | ---------------- |
| СР  | 22,63    | Наталија Лисовска   | Совјетски Савез                       | Москва, СССР             | 7. јун 1987.     |
| ОР  | 22,41    | Илона Слупијанек    | Источна Немачка                       | Москва, СССР             | 24. јул 1980.    |
| ЕР  | 22,63    | Наталија Лисовска   | Совјетски Савез                       | Москва, СССР             | 7. јун 1987.     |
| САР | 20,96    | Белси Лаза          | Куба                                  | Мексико, Мексико         | 2. мај 1992.     |
| ЈАР | 19,30    | Елисанжела Адријано | Бразил                                | Туња, Колумбија          | 14. јул 2001.    |
| АФР | 18,43    | Вивијан Чуквумика   | Нигерија                              | Волнат, САД              | 19. април 2003.  |
| АЗР | 21,76    | Ли Мејсу            | Кина                                  | Шиђаџуанг, Кина          | 23. април 1988.  |
| ОКР | 21,24    | Валери Адамс        | Нови Зеланд                           | Тегу, Јужна Кореја       | 29. август 2011. |
| РС  | 18,86    | Данијела Чуровић    | СР Југославија · АК Партизан, Београд | Суботица, СР Југославија | 19. јул 1998.    |

### Мушки рекорди у бацању кугле у дворани
Стање 18. новембар 2024.
|     | Резултат | Атлетичар          | Држава                             | Место              | Датум             |
| --- | -------- | ------------------ | ---------------------------------- | ------------------ | ----------------- |
| СР  | 22,82    | Рајан Краузер      | Сједињене Државе                   | Фајетвил, САД      | 24. јануар 2021.  |
| ЕР  | 22,55    | Улф Тимерман       | Источна Немачка                    | Индијанаполис, САД | 11. фебруар 1988. |
| САР | 22,82    | Рајан Краузер      | Сједињене Државе                   | Фајетвил, САД      | 24. јануар 2021.  |
| ЈАР | 22,53    | Дарлан Романи      | Бразил                             | Београд, Србија    | 19. март 2022.    |
| АФР | 21,47    | Јанус Робертс      | Јужна Африка                       | Норман, САД        | 1. децембар 2001. |
| АЗР | 21,10    | Абделрахман Махмуд | Бахреин                            | Оскемен, Казахстан | 29. јануар 2021.  |
| ОКР | 22,31    | Томас Волш         | Нови Зеланд                        | Београд, Србија    | 19. март 2022.    |
| РС  | 21,25    | Армин Синанчевић   | Србија · АК Црвена Звезда, Београд | Београд, Србија    | 24. фебруар 2021. |

### Женски рекорди у бацању кугле у дворани
Стање 18. новембар 2024.
|     | Резултат | Атлетичарка         | Држава                                | Место                  | Датум             |
| --- | -------- | ------------------- | ------------------------------------- | ---------------------- | ----------------- |
| СР  | 22,50    | Хелена Фибингерова  | Чехословачка                          | Јаблонец, Чехословачка | 19. фебруар 1977. |
| АФР | 18,13    | Вивијан Чуквумика   | Нигерија                              | Флагстаф, САД          | 4. фебруар 2006.  |
| АФР | 18,13    | Џесика Инчуде       | Гвинеја Бисау                         | Брага, Португалија     | 13. фебруар 2021. |
| АЗР | 21,10    | Ли Мејсу            | Кина                                  | Пекинг, Кина           | 3. март 1990.     |
| САР | 20,68    | Сара Митон          | Канада                                | Карлсруе, Немачка      | 7. фебруар 2025.  |
| ЈАР | 18,33    | Елисанжела Адријано | Бразил                                | Пиреј, Грчка           | 24. фебруар 1999. |
| ЕР  | 22,50    | Хелена Фибингерова  | Чехословачка                          | Јаблонец, Чехословачка | 19. фебруар 1977. |
| ОКР | 20,98    | Валери Адамс        | Нови Зеланд                           | Цирих, Швајцарска      | 28. август 2013.  |
| РС  | 18,39    | Данијела Чуровић    | СР Југославија · АК Партизан, Београд | Софија, Бугарска       | 31. јануар 1998.  |

## Освајачи медаља у бацању кугле на највећим такмичењима

### Олимпијске игре
- Жене
- Мушкарци

### Светска првенства (на отвореном)
- Жене
- Мушкарци

### Светска првенства (у дворани)
- Жене
- Мушкарци

### Европска првенства (на отвореном)
- Жене
- Мушкарци

### Европска првенства (у дворани)
- Жене
- Мушкарци

## Развој рекорда у бацању кугле

### Жене
- Развој светског рекорда у бацању кугле на отвореном за жене
- Развој светског рекорда у бацању кугле у дворани за жене

### Мушкарци
- Развој светског рекорда у бацању кугле на отвореном за мушкарце